# Progéniteur
En astronomie, un progéniteur désigne un objet dans un stade évolutif donné et qui donnera dans le futur un autre type d'objet.
Par exemple : les étoiles O sont les progéniteurs des étoiles Wolf-Rayet; les étoiles de type solaires sont les progéniteurs des naines blanches.